# Montevideo Cricket Club
El Montevideo Cricket Club (MVCC) és un club esportiu uruguaià de la ciutat de Montevideo.

## Història
Va ser fundat el 18 de juliol de 1861 per immigrants anglesos. El seu predecessor fou el desaparegut Victoria Cricket Club, fundat el 1842.
El club és considerat el vuitè club de rugbi més antic (i el primer fora d'Europa) segons el World Rugby Museum de Twickenham. A més de criquet, futbol i rugbi, el club practica hoquei herba, bàdminton i tennis.
El 1868, el MVCC disputà el seu primer partit de criquet internacional davant l'Argentí Buenos Aires Cricket Club. És el primer partit internacional conegut jugat a Sud-amèrica. El primer partit de futbol el disputà el 1878, enfrontant-se a un vaixell visitant. També juga el 1881 davant el Montevideo Rowing Club, primer partit entre dos clubs al país. També juga el primer partit internacional davant el "Buenos Aires Team" a Montevideo el 1889.

## Palmarès

### Rugbi Unió
- Campionat uruguaià de rugbi (3)

1951, 1953, 1956

### Hoquei herba
- Campionat femení:

1987, 1989, 1993, 1997
- Campionat masculí:

2000